# مکای فایفر
مکای فایفر (انگلیسی: Mekhi Phifer؛ زادهٔ ۲۹ دسامبر ۱۹۷۴) هنرپیشه، کارگردان، تهیه‌کننده و رپر اهل ایالات متحده آمریکا است. او از سال ۱۹۹۵ تاکنون مشغول فعالیت بوده‌است.
از فیلم‌ها و مجموعه‌های تلویزیونی‌ای که او در آن‌ها نقش داشته‌است می‌توان به به من دروغ بگو، ۸ مایل، هانی، کاغذ مگس‌کش، طلوع مردگان، هنوز یادم است تابستان پیش چه کردی، ساعت سکوت، قهرمانان از دست رفته و شفت اشاره کرد.